# レオナルド・レーオ
レオナルド・レーオ（レオナルド・レオ、Leonardo Leo, フルネーム：Lionardo Oronzo Salvatore de Leo, 1694年8月5日 - 1744年10月31日）はイタリア・バロックの作曲家。

## 生涯
レーオは、ナポリ王国のサン・ヴィート・デリ・スキアヴォーニ（現ブリンディジ県サン・ヴィート・デイ・ノルマンニ）の生まれ。
1703年、ナポリの音楽学校コンセルヴァトーリオ・デッラ・ピエタ・デイ・トゥルキーニ（Conservatorio della Pietà dei Turchini）に進み、最初フランチェスコ・プロヴェンツァーレ（Francesco Provenzale）、それからニコラ・ファーゴの教えを受けた。以前は、ジュゼッペ・オッターヴィオ・ピトーニ（Giuseppe Ottavio Pitoni）とアレッサンドロ・スカルラッティの弟子だったと言われ、確かにその影響はあるが、二人から教わることはできなかったようである。わかっている中でレーオの最古の作品は聖劇『L'infedelta abbattuta』で、1712年、レーオの学友たちによって上演された。
1714年、宮廷劇場でレーオのオペラ『Pisistrato』が上演された。レーオは王立礼拝堂のさまざまなポストに就き、舞台作品を書き、また音楽学校で音楽を教えた。
1722年、フランチェスコ・ガスパリーニの『Bajazette』のナポリ上演で喜劇的場面を追加した後、『La’mpeca scoperta』（1723年）、『L'Alidoro』（1740年）といったナポリ語の喜歌劇を作曲。レーオの最も有名な喜歌劇は『Amor vuol sofferenze（または、La Finta Frascatana）』（1739年）で、シャルル・ド・ブロスから絶賛された。『デモフォーンテ』（1735年）、『Parnace』（1737年）、『オリンピアーデ』（1737年）といった重厚なオペラや、教会音楽も作曲した。
1744年、『Amor vuol sofferenze』の再演のために新しいアリアを作曲中、脳卒中で亡くなった。

## 作風
レーオは現代の倍音の対位法を会得した最初のナポリ楽派作曲家である。レーオの教会音楽は情熱的というよりはむしろ名人芸・威厳的・合理的と呼べるもので、フランチェスコ・ドゥランテやジョヴァンニ・バッティスタ・ペルゴレージの作品に見られる感傷性からは解き放たれている。重厚なオペラは無味乾燥でスタイルに厳格に縛られているが、喜歌劇は鋭いユーモアのセンスを見せている。アンサンブル曲はというと勇ましいものの、決して強烈なクライマックスに達するものではない。
チャールズ・ヴィリアーズ・スタンフォードは、レーオの教会音楽『主は言われた ハ長調』を校訂してNovello & Coから出版した。オペラの数曲は現代でもよく演奏されている。